# Hockey op de Pan-Amerikaanse Spelen 2003
Aan de tiende editie van het hockeytoernooi (mannen) van de Pan-Amerikaanse Spelen in Santo Domingo, de hoofdstad van de Dominicaanse Republiek, deden de volgende landen mee: het gastland, titelverdediger Canada, Trinidad & Tobago, Barbados, Argentinië, Cuba, Chili en Verenigde Staten. Dat de Dominicaanse Republiek geen hockeytraditie heeft, bleek uit de monsternederlagen. Het vrouwentoernooi kende eveneens acht deelnemende landen: titelverdediger Argentinië, Canada, Chili, Dominicaanse Republiek, Jamaica, Trinidad & Tobago, Uruguay en Verenigde Staten.

## Mannen

### Uitslagen voorronde
Zaterdag 2 augustus 2003 
- Groep A: Chili-Verenigde Staten                      0-0
- Groep A: Argentinië-Dominicaanse Republiek          30-0

- Groep B: Canada-Barbados                             3-2
- Groep B: Trinidad & Tobago-Cuba                      2-3

 Maandag 4 augustus 2003 
- Groep B: Canada-Trinidad & Tobago                    3-1
- Groep B: Barbados-Cuba                               0-9

- Groep A: Verenigde Staten-Argentinië                 0-4
- Groep A: Dominicaanse Republiek-Chili               0-25

 Woensdag 6 augustus 2003 
- Groep A: Argentinië-Chili                            1-0
- Groep A: Verenigde Staten-Dominicaanse Republiek    23-0

- Groep B: Cuba-Canada                                 0-1
- Groep B: Trinidad & Tobago-Barbados                  3-0

### Eindstanden voorronde
Groep A:
| Plaats | Land                   | Matchen | Gw | Gl | Vl | Doelpunten | Punten |
| ------ | ---------------------- | ------- | -- | -- | -- | ---------- | ------ |
| 1.     | Argentinië             | 3       | 3  | 0  | 0  | 35-0       | 9      |
| 2.     | Chili                  | 3       | 1  | 1  | 1  | 25-1       | 4      |
| 3.     | Verenigde Staten       | 3       | 1  | 1  | 1  | 23-4       | 4      |
| 4.     | Dominicaanse Republiek | 3       | 1  | 0  | 3  | 0-78       | 0      |

Groep B:
| Plaats | Land               | Matchen | Gw | Gl | Vl | Doelpunten | Punten |
| ------ | ------------------ | ------- | -- | -- | -- | ---------- | ------ |
| 1.     | Canada             | 3       | 3  | 0  | 0  | 7-3        | 9      |
| 2.     | Cuba               | 3       | 2  | 0  | 1  | 12-3       | 6      |
| 3.     | Trinidad en Tobago | 3       | 1  | 0  | 2  | 6-6        | 3      |
| 4.     | Barbados           | 3       | 0  | 0  | 3  | 2-15       | 0      |

### Uitslagen play-offs
Zaterdag 9 augustus 2003 

#### Plaats 5 t/m 8
- Dominicaanse Republiek-Trinidad & Tobago             0-22
- Verenigde Staten-Barbados                             2-1

#### Halve finales
- Chili-Canada                                          1-3
- Argentinië-Cuba                                       5-1

 Dinsdag 12 augustus 2003 

#### Plaats 7
- Dominicaanse Republiek-Barbados                      0-13

#### Plaats 5
- Trinidad & Tobago-Verenigde Staten                    2-3

 Woensdag 13 augustus 2003 

#### Plaats 3
- Chili-Cuba                                            2-6

#### Finale
- Canada-Argentinië                                     0-1

### Eindrangschikking
1.  Argentinië
2.  Canada
3.  Cuba
4.  Chili
5.  Verenigde Staten
6.  Trinidad en Tobago
7.  Barbados
8.  Dominicaanse Republiek
NB:  Argentinië is geplaatst voor Olympische Spelen in Athene (2004)

### Topscorers
| Plaats | Naam             | Land               | Doelpunten |
| ------ | ---------------- | ------------------ | ---------- |
| 1.     | Kwandwone Browne | Trinidad en Tobago | 17         |
| 2.     | Jorge Lombi      | Argentinië         | 13         |

## Vrouwen
Zondag 2 augustus 2003 
- Groep A: Argentinië-Trinidad & Tobago 9-0
- Groep A: Chili-Dominicaanse Republiek 20-0

- Groep B: Verenigde Staten-Jamaica 5-0
- Groep B: Canada-Uruguay 1-1

 Dinsdag 5 augustus 2003 
- Groep B: Uruguay-Verenigde Staten                    0-5
- Groep B: Jamaica-Canada                              0-3

- Groep A: Trinidad & Tobago-Chili                     1-3
- Groep A: Dominicaanse Republiek-Argentinië          0-25

 Donderdag 7 augustus 2003 
- Groep A: Argentinië-Chili                           13-1
- Groep A: Trinidad & Tobago-Dominicaanse Republiek    6-1

- Groep B: Verenigde Staten-Canada                     3-0
- Groep B: Jamaica-Uruguay                             0-5

### Eindstanden voorronde
Groep A 
| Plaats | Land                   | Matchen | Gw | Gl | Vl | Doelpunten | Punten |
| ------ | ---------------------- | ------- | -- | -- | -- | ---------- | ------ |
| 1.     | Argentinië             | 3       | 3  | 0  | 0  | 47-1       | 9      |
| 2.     | Chili                  | 3       | 2  | O  | 1  | 24-14      | 6      |
| 3.     | Trinidad en Tobago     | 3       | 1  | 0  | 2  | 7-13       | 3      |
| 4.     | Dominicaanse Republiek | 3       | 0  | 0  | 3  | 1-51       | 0      |

Groep B 
| Plaats | Land             | Matchen | Gw | Gl | Vl | Doelpunten | Punten |
| ------ | ---------------- | ------- | -- | -- | -- | ---------- | ------ |
| 1.     | Verenigde Staten | 3       | 3  | 0  | 0  | 13-0       | 9      |
| 2.     | Uruguay          | 3       | 1  | 1  | 1  | 6-6        | 4      |
| 3.     | Canada           | 3       | 1  | 1  | 1  | 4-4        | 4      |
| 4.     | Jamaica          | 3       | 0  | 0  | 3  | 0-13       | 0      |

### Uitslagen play-offs
Zondag 10 augustus 2003 

#### Plaats 5 t/m 8
- Dominicaanse Republiek-Canada         0-10
- Trinidad & Tobago-Jamaica              4-0

#### Halve finales
- Chili-Verenigde Staten                 1-6
- Argentinië-Uruguay                     7-0

 Dinsdag 12 augustus 2003 

#### Plaats 7
- Dominicaanse Republiek-Jamaica         0-7

#### Plaats 5
- Trinidad & Tobago-Canada               0-6

 Woensdag 13 augustus 2003 

#### Plaats 3
- Chili-Uruguay                          2-2 (Uruguay wint na strafballen (4-5))

#### Finale
- Verenigde Staten-Argentinië            1-3

### Eindrangschikking
1.  Argentinië
2.  Verenigde Staten
3.  Uruguay
4.  Chili
5.  Canada
6.  Trinidad en Tobago
7.  Jamaica
8.  Dominicaanse Republiek
NB:  Argentinië is geplaatst voor Olympische Spelen in Athene (2004

### Topscorers
| Plaats | Naam            | Land             | Doelpunten |
| ------ | --------------- | ---------------- | ---------- |
| 1.     | Agustina García | Argentinië       | 11         |
|        | Alejandra Gulla | Argentinië       | 11         |
| 2.     | Daniela Infante | Chili            | 10         |
| 3.     | Tracey Fuchs    | Verenigde Staten | 8          |
| 4.     | Cecilia Rognoni | Argentinië       | 7          |